# Echenais glaucobrithis
Echenais glaucobrithis är en fjärilsart som beskrevs av Hans Ferdinand Emil Julius Stichel 1910. Echenais glaucobrithis ingår i släktet Echenais och familjen Riodinidae. Inga underarter finns listade i Catalogue of Life.